# Mahirwan Mamtani

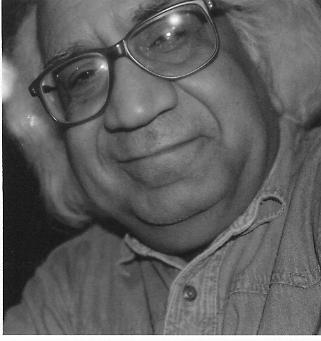
Mahirwan Mamtani

Mahirwan Mamtani (* 2. November 1935 in Bhiria (Nawabshah) Sindh, Indien) ist ein indisch-deutscher Maler, Grafiker und Multimediakünstler. Mamtani wuchs in Indien auf, studierte zunächst dort und zog im Alter von 31 Jahren nach Deutschland, wo er seither lebt und arbeitet.

## Jugend
Mahirwan Mamtani begann schon als Kind in Sindh im Alter von sechs Jahren mit der Malerei, hauptsächlich mit Kohle auf Mauern und Wänden. Er zog im Alter von 12 Jahren nach der Aufteilung Indiens im Jahr 1947 nach Delhi. Er hatte eine relativ schwierige Kindheit, musste wegen schlechter Lebensbedingungen im Krankenbett, also ohne Schulunterricht, lernen. Er arbeitete dann vorzugsweise mit Bleistift und/oder Pastellen.
Später zwang ihn sein frühes Berufsleben zu einer Pause vom Malen, da er mehrere Arbeiten gleichzeitig annehmen musste, um finanziell über die Runden zu kommen. Dann begann er in Abendkursen das Studium zum Bachelor of Arts und wurde etwas später beim Fine Arts Department of Delhi Polytechnic in Neu Delhi zum Studium der Malerei zugelassen. Dieses Studium schloss er 1962 mit dem National Diploma in Art ab.
1966 erhielt er ein Stipendium des Deutschen Akademischen Austauschdienstes für die Akademie der Bildenden Künste München bei Franz Nagel. Seit dieser Zeit lebt er mit seiner Familie in Bayern.

## Weitere Entwicklung

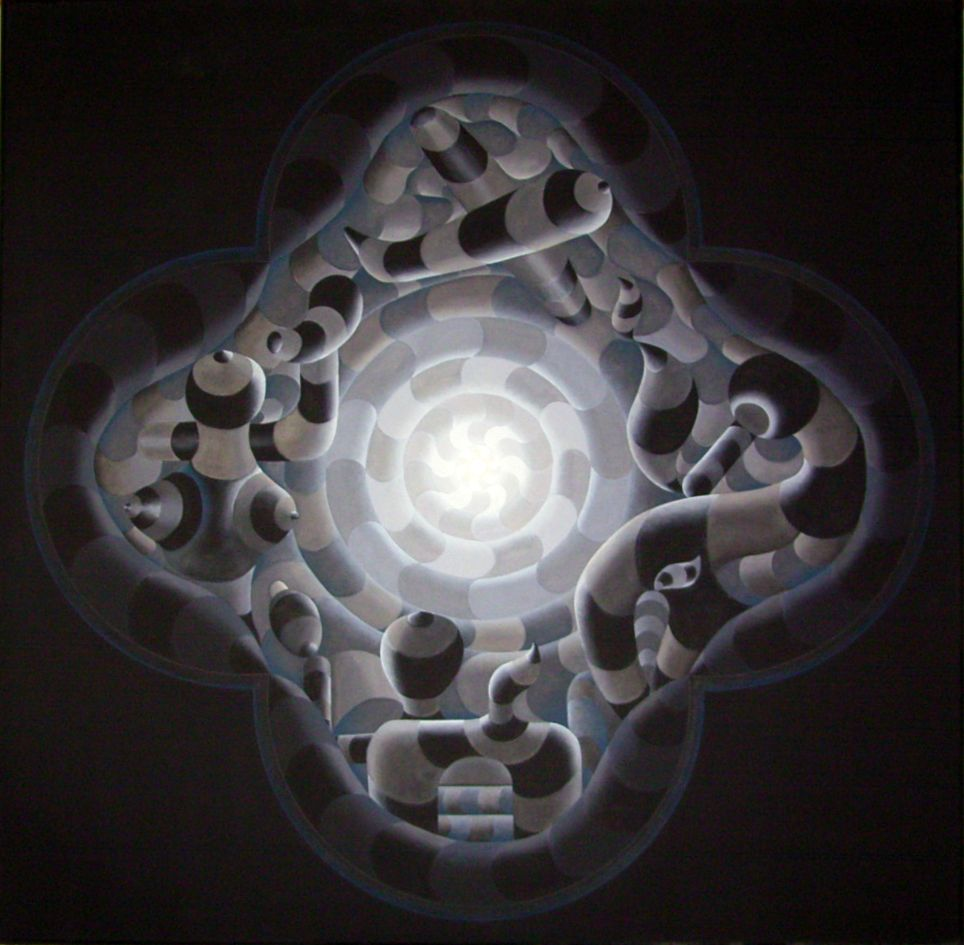
Centrovision 168

Schon zu Beginn seines Studiums war Mamtani die Suche Kandinskys, eines der Wegbereiter des Modernismus, nach einer spirituellen Dimension in der Kunst bekannt. Mamtani betont, dass diese spirituelle Beziehung keiner zeitlichen Beschränkung unterworfen ist und sowohl bereits bei William Blake im 18. Jahrhundert beobachtet werden kann, als auch bei Joseph Beuys, der sich auf Einflüsse des Anthroposophen Rudolf Steiner stützte.
Im München der 1960er Jahre wurde Mamtani stark vom Konstruktivismus beeinflusst und ließ auch die aus seiner Jugend in Indien gemachten Begegnungen mit tantrischen Yantras in seine Arbeiten einfließen. Daraus entstand dann „Centrovision“, eine Sammlung die bereits 1990 über 3000 Werke umfasste.

### Übersetztes Zitat

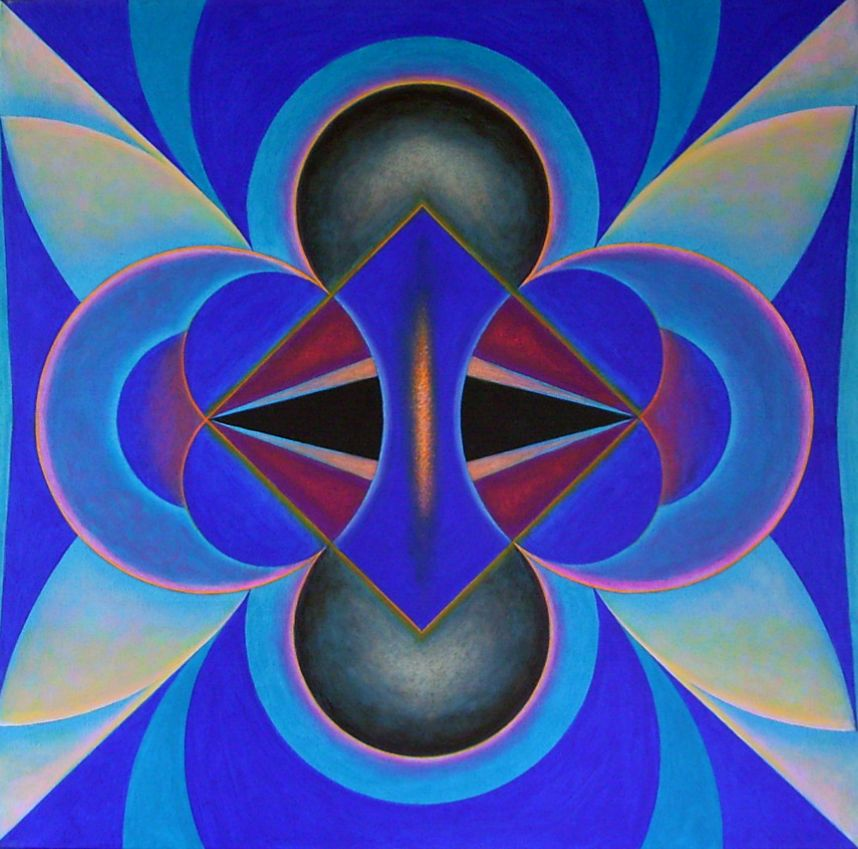
Centrovision 1204

“Das Konzept der ‚Centrovision‘, auf das Mamtani sich stützt, ist der tantrischen Lehre entlehnt. Seine Bildformen, die sich aus dem Zentrum heraus entfalten, sind mit dem Konzept Mandala verwandt, das auf den grundlegenden Gesetzen von Mikrokosmos und Makrokosmos basiert. Die Assoziation von Zeugungsvorgängen wird geweckt durch rhythmische Arrangements symmetrischer, organisch geschwungener Formen, deren Wurzeln im Weiblichen zu finden sind, wie die Form der Brüste und des weiblichen Organs, dem Symbol von Shakti, der höchsten kosmischen Energie. An die Stelle des strahlenden Lichts treten in diesen Bildern gedämpfte Lichtwerte; sie entstehen durch die Mischung der Farbtöne mit weichem Licht und spielen bei der Modulation der pulsierenden Kreisformen eine wichtige Rolle.”

Zu seinen frühen Multimediaprojekten gehören unter anderem seine grafischen Animations-Filme Centrovision (1981) und Faces (1982).
Ab ca. 1990, nach den Arbeiten an Centrovision, begann er, auf eine Idee aufzubauen, die bereits 1985 in einigen seiner Werke aufgetaucht war: er ließ Gesichter einfließen. Dazu wurden von ihm auf Holz gemalte Masken – selber getragen und tänzerisch interpretiert – die Grundlage zu diversen Foto- und Videoprojekten.
Mit Hilfe eines Selbstauslösers machte er dazu Fotos und Videoaufnahmen seiner Bewegungen, die dann – mit Hilfe von Acrylfarben – übermalt wurden und zu seiner Serie „Transmuted Fotos“ führten. Zusätzlich schuf er mischtechnische Arbeiten.
Ab 2000 malte er figurative Bilder, in denen seine Mandalamasken das dominante Element darstellten. Sein Ziel war es, menschliche Emotionen, dargestellt in Form dieser Masken, grafisch zu manifestieren.
Dazu sagte er „Wir Alle tragen ständig Masken, die wir häufig wechseln, aber nicht entfernen.“
Diesen Cyklus der figurativen Arbeiten nannte er „Mandala Conscious Beings“.
Um 2003 begann er eine Serie von Videofilmen, basierend auf früher von ihm veröffentlichten Gemälden.

## Werke
In Indien wird Mamtani zur Gruppe der Neo-Tantra Künstler gerechnet und stellte mit Kollegen wie Biren De, G.R. Santosh, K.C.S. Paniker, Sohan Qadri, Proffula Mohanti, Haridasan, P.T. Reddy, Om Prakash und Viswanathan zusammen in deutschen und amerikanischen Museen aus.
In Europa gehört er zur Gruppe THE SPIRITUAL IN ART, zu der auch Domenico Caneschi (Italien), Pietro Gentili (Italien), Guy Harloff (Frankreich), Joerg Anton Schulthess (Schweiz) und Nora Ullmann (Israel) gehören. Diese Gruppe wurde in den 70er Jahren von Walter Schönenberger, dem damaligen Direktor des Museums Lugano, aus der Taufe gehoben und veranstaltete zahlreiche Ausstellungen in Locarno, Aarau, Mailand and Bochum.

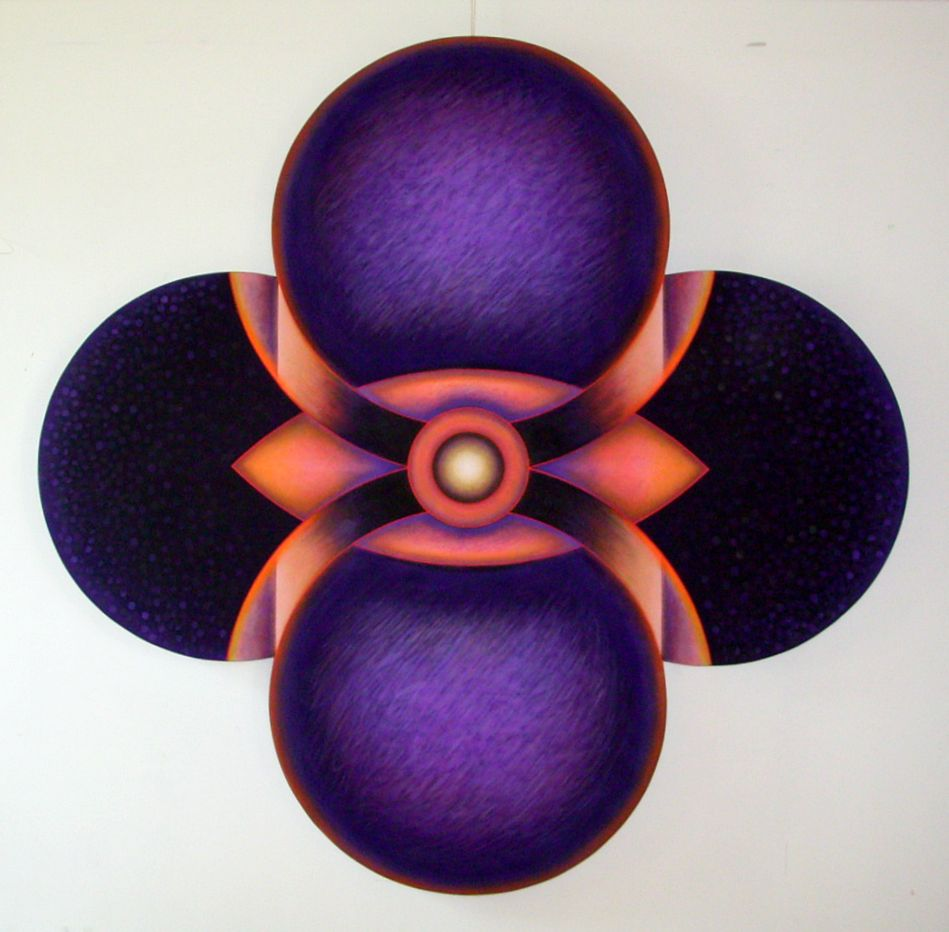
Centrovision 1164 1990
190 cm × 190 cm acrylic-wood-cutout

„Der heute in München lebende Maler Mahirwan Mamtami (geb. 1935) hat mit seinen klassischen, großformatigen ‚Centrovisionen‘ eine Brücke zwischen dem Tantrismus und den vielschichtigen esoterischen Strömungen der westlichen Welt geschlagen. Seine visuelle Metaphysik führt in den Anfang und an das Ende des äußeren und des inneren Raumes, berührt die Vorstellungen von Einheit und Ganzheit. Vor allem MAMTANIS Mandala-Bilder werden von westlichen Betrachtern als Höhepunkte der esoterischen New-Age-Kunst geschätzt.“

## Grafik-Editionen
- Edition modern art galerie, Berlin
- Bruckmann Verlag, München
- Kunstverein, München
- Galerie Toni Brechbühl, Grenchen
- Galerie Regio, Freiburg
- Galerie Becher, Wuppertal
- Edition Galerie Wassermann, München

## Auszeichnungen und Stipendien (Auswahl)
- 1976 Tokyo, 10th International Print Biennale
- 1978 New Delhi, Nationalpreis Indiens, Lalit Kala Akademie

## Liste von Ausstellungen (Auswahl)
Einzelausstellungen
- 1964 New Delhi AIFACS Gallery
- 1967 München, Galerie Stenzel
- 1967 Augsburg, Ecke Galerie
- 1967 Mainz, Galerie Winfried Gurlitt
- 1967 Zürich, Galerie La Fourmi´re
- 1970 Berlin, modern art galerie
- 1970 Grenchen, Galerie Toni Brechbühl
- 1971 Heilbronn, Galerie Rota
- 1972 München, Kunstverein
- 1972 Wuppertal, Schauspielhaus
- 1973 London, Commonwealth Art Gallery
- 1974 München, Art Galerie Schwabylon
- 1974 Wuppertal, Galerie Becher
- 1975 New Delhi, Gallery Chanakya
- 1976 Heilbronn, Galerie Lee Babel
- 1979 New Delhi, Gallery Chanakya
- 1985 München, Galerie Transart
- 1986 New Delhi, Dhoomimal Art Centre
- 1988 München, Galerie Rozmarin
- 1991 New Delhi, Dhoomimal Art Centre
- 1993 Hanau, Galerie Neunauge
- 1994 Zürich, Galerie Gerhard Zähringer
- 1995 New Delhi, LTG Art Gallery
- 1998 Landsberg, Stadttheater
- 2002 Hanau, Galerie Neunauge
- 2009 New Delhi, Dhoomimal Art Centre

Gruppenausstellungen
- 1968 München, Kunstverein
- 1969 München, Große Kunstausstellung Haus der Kunst
- 1970 Berlin, Frühjahrsmesse
- 1970 Basel, Internationale Kunstmesse Galerie Regio
- 1970 München, Große Kunstausstellung Haus der Kunst
- 1971 Basel, Mustermesse Galerie Brechbühl/modern art
- 1971 München, Große Kunstausstellung Haus der Kunst
- 1971 München, Kunstzone
- 1971 Köln, Kunstmarkt Galerie Brechbühl/Galerie Regio
- 1972 New Delhi, National Exhibition of Art Lalit Kala
- 1972 Basel, Art ´72 – Galerie Brechbühl/Galerie Regio
- 1972 München, Große Kunstausstellung Haus der Kunst
- 1972 München, Mandala in der zeitgenössischen Kunst
- 1972 Düsseldorf, Internationaler Markt für aktuelle Kunst
- 1973 New York, Young Artists ´73
- 1973 Locarno, Ipotesi per unarte simbolica
- 1973 Milano, Situazione Simbolo
- 1973 Düsseldorf, Internationaler Markt für aktuelle Kunst
- 1973 New Delhi, National Exhibition of Art Lalit Kala
- 1974 Segovia, Bienal Internacional de Obra Grafica Y ArteSeriado
- 1975 New Delhi, Third International Triennale – India
- 1975 Aarau, Kunsthalle – Weltanschauung als Bildidee-Weltschau
- 1976 Bochum, Museum – Weltanschauung als Bildidee ← Weltschau
- 1976 Tokyo, Museum of Modern Art, International Print Biennial
- 1976 Nürnberg, Germanisches Nationalmuseum, Bild+Text
- 1977 Melbourne, Western Pacific Print Biennale
- 1977 Paris, Salon de Mai
- 1978 New Delhi, Fourth International Triennale-India
- 1978 Ljubljana, Moderna Galerija, International Art ´78
- 1978 Landau, Städtische Galerie
- 1979 Tolentino, Biennale Internazionale dell Umorismo nell´Arte
- 1980 Mannheim, Rosengarten, Surya Galerie
- 1982 Darmstadt, Kunsthalle
- 1982 Bergkamen, 6. bbb – Kunst zum Überleben
- 1982 Ibiza, X Bienal Internacional
- 1983 Stuttgart, Forum für Kulturaustausch
- 1983 München, BBK Galerie der Künstler, Aufführung des Films 'Centrovision'
- 1984 München, Große Kunstausstellung Haus der Kunst
- 1984 Düsseldorf, Kunstmuseum der Stadt Düsseldorf
- 1984 Wien, Kunsthaus, Bayerische Kunst Heute
- 1984 Hannover, Kubus an der Aegidienkirche
- 1984 Oberhausen, Kunstverein Oberhausen
- 1984 Bayreuth, Iwalewa-Haus Universität Bayreuth
- 1984 Tokyo, 15th International Art Biennale
- 1985 Ljubljana, International Art Collection
- 1986 Los Angeles, Neo-Tantra Wight Art Gallery UCL
- 1986 New South Wales, Neo-Tantra-Art
- 1986 Frankfurt, Buchmesse – Zeitgenössische Malerei
- 1987 Warschau, Zeitgenössische Indische Malerei
- 1987 Moskau/Leningrad/Riga, Festival of India
- 1987 Tolentino, Biennale Internazionale dell Umorismo nell´Arte
- 1987 München, Transart Galerie, Stille Räume
- 1988 St. Gallen, Stadttheater
- 1988 Neumarkt, Steinmühle, Kunst für Lebensräume
- 1988 Perpignan/Frankreich, Biennale Internationale de l´Estampe
- 1991 Bad Kissingen, Galerie Hirnickel
- 1991 Köln, Die Weisse Galerie
- 1993 Tolentino, Biennale Internazionale dell Umorismo nell´Arte
- 1993 Mainz, Galerie Rathaus
- 1993 Stettin, Schloß der Pommerschen Fürsten
- 1995 Tolentino, Biennale Internazionale dell Umorismo nell´Arte
- 1995 New Delhi, Max Müller Bhavan
- 2003 München, Galerie Müller+Plate
- 2004 München, Indien Institut 75th Anniversary, at Sotheby´s
- 2004 New Delhi, NRI artists, National Gallery of Modern Art, New Delhi
- 2007 New Delhi/Kolkata, EARTH ON CANVAS – WWF-India
- 2007 Lamia Greece, Belle Arte Lamia ´07 – videoart